# Российский атлас (1792)
Российский атлас, из сорока четырёх карт состоящий и на сорок два наместничества империю разделяющий — большой настольный атлас справочного характера, изданный в 1792 году и дополненный в 1793—1795 годах. Второй, после академического атласа 1745 года официальный атлас Российской империи. Отражает административное устройство, установившееся после проведения губернской реформы Екатерины II в 1775—1785 годах. Целью атласа было дать пространственную характеристику империи и её природных условий, показать административные территории и их политическое и экономическое значение в жизни страны и её историческом прошлом.
Со вступлением на престол в 1796 году Павла I административно-территориальное деление Российской империи претерпело значительные изменения. В этой связи, в 1800 году на основе атласа 1792 года был создан «Российский атлас из сорока трёх карт состоящий и на сорок одну губернию Империю разделяющий».

## Издательство
Санкт-Петербург: Географический департамент Кабинета Е.И.В.
Сочинитель А. Вильбрехт
гравировка Алексей Савинков, И. Леонов;
вырезка Т. Михайлов

## Содержание и оформление
Атлас состоит из титульного листа, реестра карт, одной общей (генеральной) карты Российской империи и 44 карт для 42 административных территорий (Иркутская губерния представлена на двух картах, карта Екатеринославского наместничества дополнялась «Картой новоприобретённой области от Порты Отомаской и присоединённой к Екатеринославскому наместничеству»). В период с 1793 года (после Второго раздела Польши) по 1795 года (упразднение Изяславского наместничества и формирования на его основе Волынского и Подолького наместничества) к атласу была добавлена Карта новоприобретённых Россией от Польши Земель, в которую вошли Минская, Изяславская и Брацлавская губернии. На титульном листе все административные территории обозначены как «наместничества», однако по состоянию на 1792 год Российская империя состояла фактически из 38 наместничеств, 3 губерний плюс  области (Таврической) на правах наместничества, что отображено в заголовках карт. Позднее в 1796 году в атлас была добавлена Карта Киргиз-Кайсацкой Степи.
Атлас давал сведения о густоте и характере населённых пунктов (10 видов), рельефе (холмиками), разработках полезных ископаемых, растительности, с подразделением на лиственные, смешанные, хвойные леса и кустарники . Гидрография была дана в отдельных случаях до ручьев, показаны болота. При этом дороги нанесены не были. Карты имеют разный масштаб и сгруппированы по климатическим зонам. В отличие от атласа 1745 года, данное издание не содержит списка условных обозначений, таблицы астрономических опорных пунктов и предисловия, рассказывающего об истории и методах создания атласа.
Каждый лист атласа украшен сюжетным картушем, отражающим политическую, экономическую и историческую характеристику административной территории в жизни Российской империи. В картушах используются образы античных богов (Афины, Геракла, Гермеса, Ареса, Артемиды и других), а также традиционных символов — рога изобилия (символ богатства), орла (смелость и разум), пирамиды (знак памяти о государях) и других. В сюжете часто используются «путти» — младенцы, занятые характерной для данной территории работой, и дети-ангелы, подчёркивающие важность выполняемой работы. Помимо символических изображений в картушах использовались и реалистичные изображения орудий труда. Кроме сюжетных картушей, атлас содержит два декоративных: на врезке «Карта, представляющая часть западного берега Америки» общей карты Российской империи и на «Карте новоприобретённой области от Порты Отоманской к Екатеринославскому наместничеству».

### Состав атласа
- Карта С.-Петербургской губернии
- Карта Новгородского наместничества
- Карта Тверского наместничества
- Карта Псковского наместничества
- Карта Рижского наместничества
- Карта Ревельского наместничества
- Карта Выборгского наместничества
- Карта Олонецкого наместничества
- Карта Архангельского наместничества
- Карта Вологодского наместничества
- Карта Ярославского наместничества
- Карта Костромского наместничества
- Карта Вятского наместничества
- Карта Пермского наместничества
- Карта Тобольского наместничества
- Карта Московской губернии
- Карта Смоленского наместничества
- Карта Полотского наместничества
- Карти Могилевского наместничества
- Карта Черниговского наместничества
- Карта Новгород-Северского наместничества
- Карта Харьковского наместничества
- Карта Курского наместничества
- Карта Орловского наместничества
- Карта Калужского наместничества
- Карта Тульского наместничества
- Карта Рязанского наместничества
- Карта Владимирского наместничества
- Карта Нижегородского наместничества
- Карта Казанского наместничества
- Карта Пензенского наместничества
- Карта Тамбовского наместничества
- Карта Воронежского наместничества
- Карта Саратовского наместничества
- Карта Симбирского наместничества
- Карта Уфимского наместничества
- Карта Колыванского наместничества
- Карта представляющая западную часть Иркутской губернии
- Карта представляющая восточную часть Иркутской губернии
- Карта Киевского наместничества
- Карта по приобретённой области от Порты Оттоманской и присоединённой к Екатеринославскому наместничеству
- Карта Кавказского наместничества и Земли Войска Донского
- Карта Таврической области
- Карта Новоприобретённых Россией от Польши Земель
- Карта Киргиз-Кайсацкой Степи